# Club Vicentinos Hockey & Rugby
Club Vicentinos es un club de la ciudad de San Miguel que participa en los torneos organizados por la Asociación de Hockey de Buenos Aires y la Unión de Rugby de Buenos Aires respectivamente.

## Historia
El club fue fundado por jugadores y jugadoras expulsados del Club Los Cedros, que estaban en búsqueda de un espacio para poder desarrollarse deportivamente en cada disciplina.  Surgido luego de una escisión interna en el Club Los Cedros,

## Instalaciones
El Club Vicentinos Rugby y Hockey, cuyo predio se encuentra ubicado en el centro del partido de San Miguel. Cuenta con 3 canchas de rugby y 1 de hockey sobre césped sintético. 

## Capitanes de Rugby
- Pablo Ferreira 2013 - 2015
- Nicolás Marziali 2016 - 2018
- Mariano Cettour 2019 - 2021

## Capitanas de Hockey A
- Carolina Martin 2013 - 2014
- Agustina Lujan 2015 - 2016
- Carolina Martin 2017
- Camila Ale 2018
- Valeria Barrios 2019 - 2021

## Caps
- 2013: Grupo Obras
- 2014: Javier Zubas
- 2015: Mariano Livachoff, Guido Livachoff, Octavio Tallarico, Santiago Domínguez, Nicolás Marziali, Matias Altamirano, Mariano Cettour
- 2016: Eduardo Quagliata
- 2017: Matias Altamirano
- 2018: Mariano Araujo
- 2019: José Gruber